# Боговина
Боговина (серб. Боговина) — населенный пункт городского типа в Заечарском округе в Сербии. Он был основан в 1903 году, когда в одноименном руднике началась добыча угля. Наибольшая число жителей было отмечено при переписи населения 1961 года — 2 444 человека. После того, как добыча угля на руднике начала сокращаться, уменьшилось и число жителей Боговины. Согласно переписи населения 2002 года в Боговине проживали 1 348 человек, в том числе сербы (58,97 %), влахи (26,85 %) и др.